# Steinar Hoen
Steinar Hoen (8 febbraio 1971) è un ex altista norvegese.

## Palmarès
| Anno | Manifestazione    | Sede       | Evento        | Risultato | Prestazione | Note  |
| ---- | ----------------- | ---------- | ------------- | --------- | ----------- | ----- |
| 1989 | Europei juniores  | Varaždin   | Salto in alto | 12º       | 2,14 m      |       |
| 1990 | Mondiali juniores | Plovdiv    | Salto in alto | 11º       | 2,10 m      |       |
| 1991 | Mondiali          | Tokyo      | Salto in alto | 14º       | 2,20 m      |       |
| 1992 | Giochi olimpici   | Barcellona | Salto in alto | 15º (q)   | 2,23 m      | [ 1 ] |
| 1994 | Europei indoor    | Parigi     | Salto in alto | 4º        | 2,31 m      |       |
| 1994 | Europei           | Helsinki   | Salto in alto | Oro       | 2,35 m      |       |
| 1995 | Mondiali indoor   | Barcellona | Salto in alto | 4º        | 2,32 m      |       |
| 1995 | Mondiali          | Göteborg   | Salto in alto | 4º        | 2,35 m      |       |
| 1996 | Europei indoor    | Stoccolma  | Salto in alto | Bronzo    | 2,31 m      |       |
| 1996 | Giochi olimpici   | Atlanta    | Salto in alto | 5º        | 2,32 m      |       |
| 1997 | Mondiali indoor   | Parigi     | Salto in alto | 8º        | 2,25 m      |       |
| 1997 | Mondiali          | Atene      | Salto in alto | 4º        | 2,32 m      |       |
| 1998 | Europei           | Budapest   | Salto in alto | 6º        | 2,30 m      |       |

## Altre competizioni internazionali
1998
- 4º ai Goodwill Games ( New York), salto in alto - 2,25 m